# St. Florian (Laag)

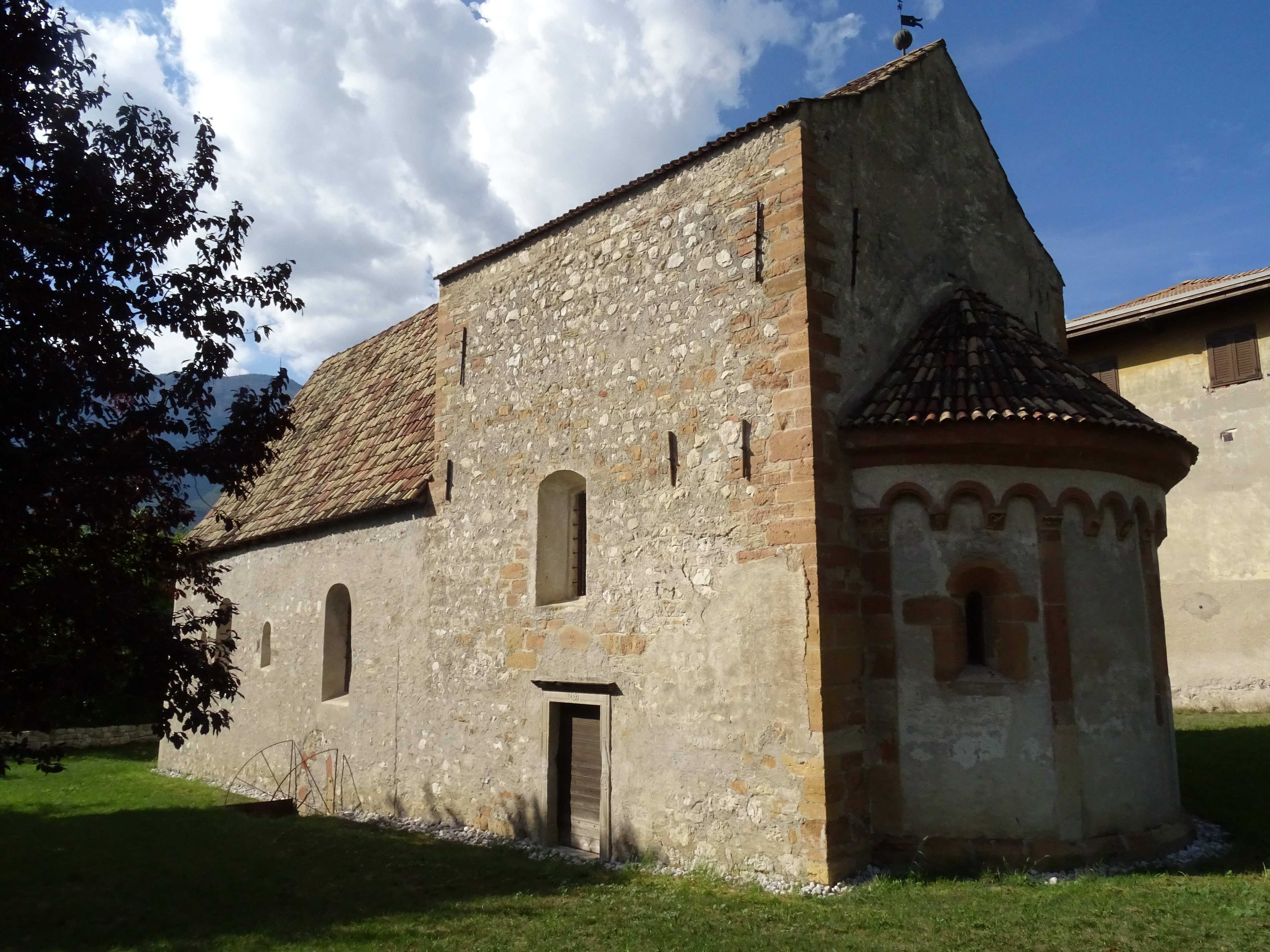
St. Florian bei Laag

St. Florian ist eine romanische römisch-katholische Kirche im Weiler St. Florian bei Laag, einer Fraktion der Südtiroler Gemeinde Neumarkt, das zusammen mit der Pilgerherberge Klösterle eines der wenigen vollständig erhaltenen mittelalterlichen Hospize Europas darstellt.

## Geschichte

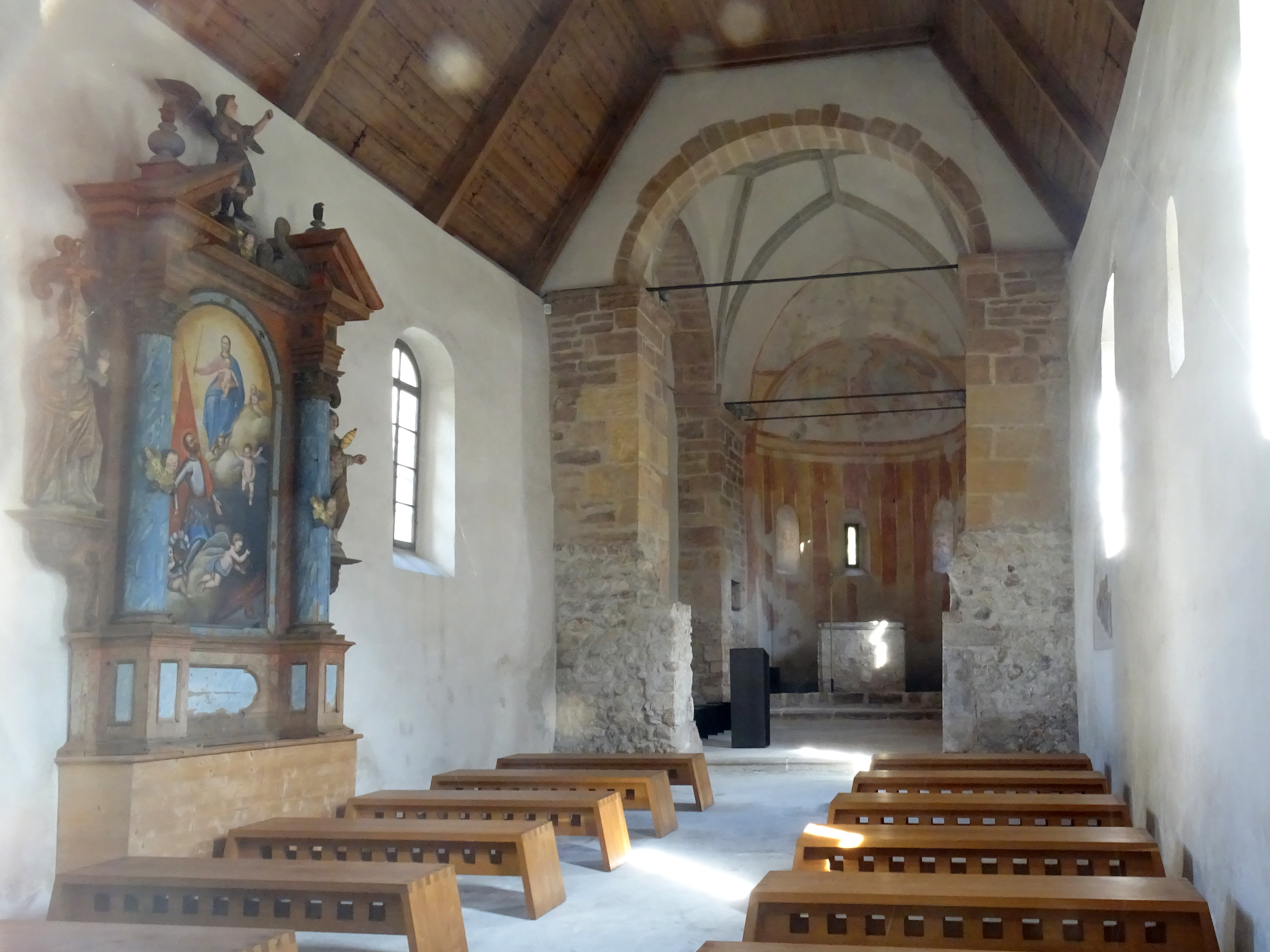
Innenraum

Ausgrabungen bei der Kirche belegen eine Besiedlung seit der Römerzeit. Das Gotteshaus diente zunächst als Kirche des Pilgerhospizes Klösterle, nördlich von Laag, an der historischen Römerstraße Via Claudia Augusta. Die erste schriftliche Erwähnung stammt aus dem Jahr 1188. Seit 1200 war Laag Sitz einer eigenen Pfarrei. Der Chorturm und die halbrunde Apsis wurden um 1250 errichtet, die Fresken im Chor entstanden etwa hundert Jahre später. Das gotische Sternrippengewölbe kam 1467 hinzu. 1612 wurde der Pfarrsitz nach Margreid verlegt. 1650 erhielt die Kirche eine barocke Sakristei. 1954 erhöhte man Teile des Langhauses. Seit dem 11. Juni 1976 steht die Kirche unter Denkmalschutz. Von 2005 bis 2008 fand eine umfassende Restaurierung statt, nach deren Beendigung Bischof Wilhelm Egger am 3. Mai 2008 die Neuweihe vollzog. Das Patroziniumsfest ist der 4. Mai.